# Eugenia Zuffoli
Eugenia Zuffoli Villademoros (Roma, 20 de mayo de 1897-Madrid, 28 de diciembre de 1982) fue una actriz y cantante italiana afincada en España que se casó con el tenor cómico José Bódalo Montorio. Su hijo sería el actor español de igual nombreː José Bódalo.

## Biografía

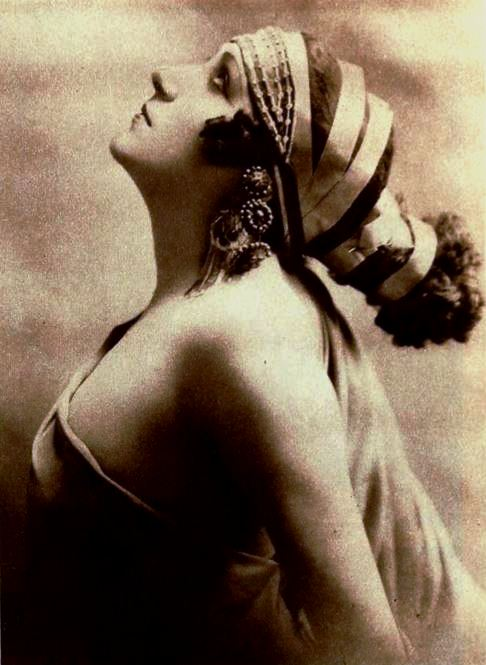
Fotografiada hacia 1922

Nacida en 1897 en Roma, hija de padre italiano y madre española, se instala en España siendo aún pequeña y comienza muy pronto su carrera interpretativa, en la cantera del Teatro Apolo de la calle Alcalá madrileña.
Debuta con tan sólo once años en la obra Los chorros del oro, de los hermanos Álvarez Quintero. Dotada de voz espléndida se dedicó a la opereta como vicetiple y protagonizó piezas como La viuda alegre o El conde de Luxemburgo.
En los años veinte pasó por el Teatro Apolo de Madrid y estrena la revista Arco íris de Tomás Borrás con música de Juan Aulí Padró y Julián Benlloch y en 1923 estrenó Los gavilanes de Jacinto Guerrero. En 1925 tenía empresa propia con su esposo José Bódalo llevando en la compañía a actores como María Puchol, Salvador Videgain o Carlos Blancas, con estrenos como La veneciana o La mujer chic. Coincidiendo con su gran popularidad en los escenarios incursionó en el cine mudo con películas como Los guapos (1923) y El niño de las monjas (1925) o en el sonoro con El secreto del doctor (1930).
Posteriormente, centró su carrera en el teatro hablado; estrenó Cara de Plata (1945), de Valle-Inclán y llegó a participar en el Festival de Teatro Clásico de Mérida con obras como Edipo Rey o La Orestíada. En los años cincuenta y sesenta volvió a participar en varios rodajes cinematográficos.
Se retiró a principios de los años 1960, siendo uno de sus últimos papeles el representado en la obra Chérí (de la autora francesa Colette) en el Teatro Reina Victoria de Madrid, con Vicente Parra.